# سوزان بلیکسلی
سوزان بلیکسلی (انگلیسی: Susanne Blakeslee؛ زادهٔ ۲۷ ژانویهٔ ۱۹۵۶) یک هنرپیشه تئاتر و صداپیشه اهل ایالات متحده آمریکا است.

## صداپیشگی

### انیمیشن ها
- ارنست و سلستین
- قصر متحرک هاول
- شرک ۳
- حکایت دریای زمین
- گیسوکمند
- پنگوئن‌های ماداگاسکار
- وینکس کلاب
- والدین نسبتاً عجیب و غریب
- پاندای کونگ‌فوکار: افسانه‌های شگفت‌انگیز
- فینیس و فرب

### فیلم ها
- قله‌ای به رنگ خون
- یک فیلم نسبتاً عجیب و غریب: بزرگ شو، تیمی ترنر!
- یک کریسمس نسبتاً عجیب و غریب
- یک تابستان نسبتاً عجیب و غریب

### بازی ها
- بایوشاک
- بایوشاک ۲
- دیابلو ۳
- خدای جنگ
- خدای جنگ: معراج
- خدای جنگ ۳
- فاینال فانتزی ۱۴
- سایه‌های جهنمی
- کینگدام هارتس
- کینگدام هارتس ۲
- کینگدام هارتس ۳
- کینگدام هارتس سه‌بعدی: دریم دراپ دیستنس